# سیارک ۵۲۲۵
سیارک ۵۲۲۵ (به انگلیسی: 5225 Loral، نامگذاری:1983TS1) پنج هزار و دویست و بیست و پنجمین سیارک کشف شده‌است که در ۱۲ اکتبر ۱۹۸۳ کشف شد.
قدر مطلق سیارک برابر ۱۲٫۶۰ است.